# Mecánica (Aristóteles)

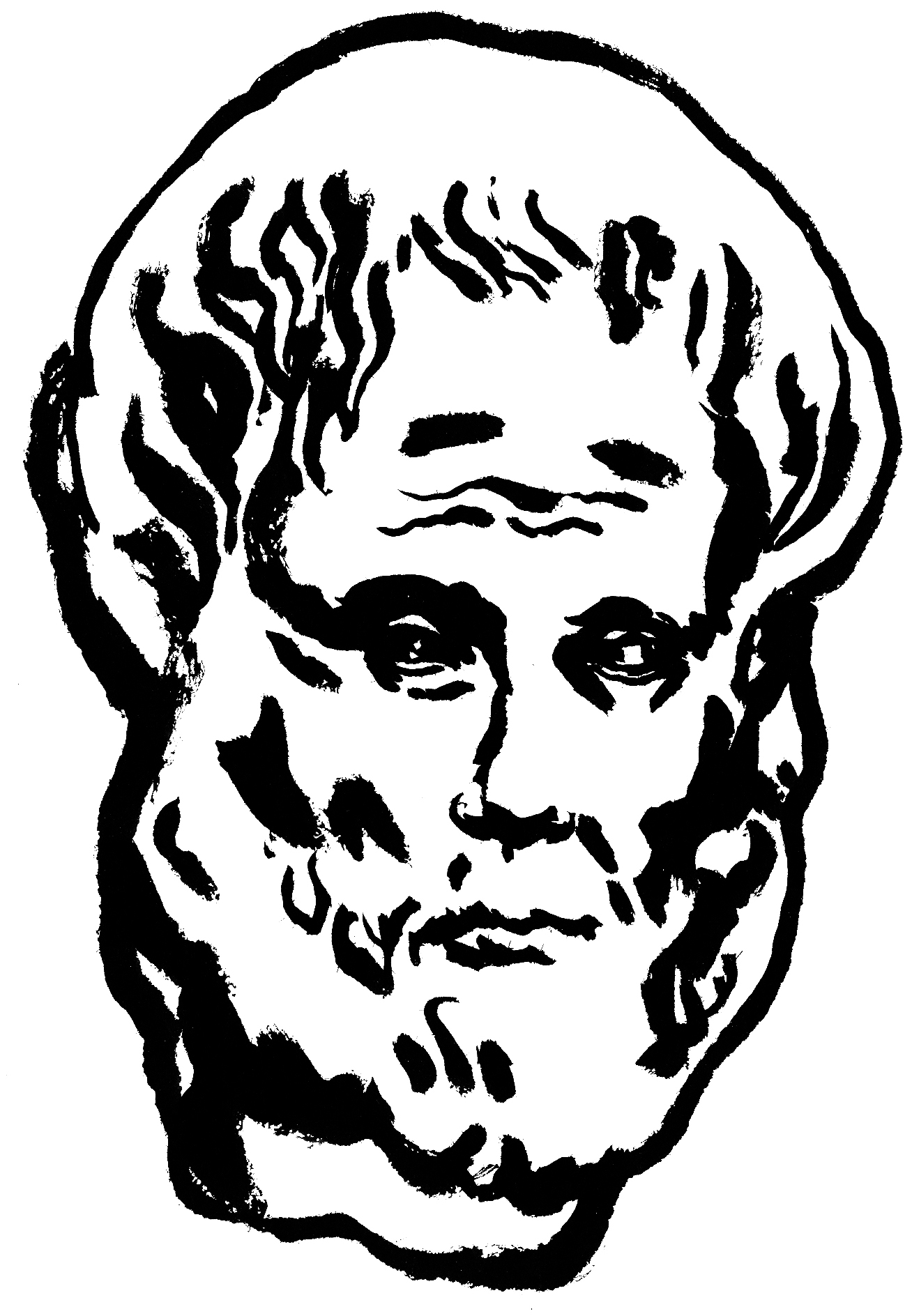
Aristóteles

La Mecánica, Mecánicos o Problemas Mecánicos (en griego: Μηχανικά ; en latín, Problemata mechanica ) es un texto tradicionalmente atribuido a Aristóteles, aunque su autoría está en disputa. Thomas Nelson Winter ha sugerido que el autor era Arquitas.  Sin embargo, Coxhead dice que solo es posible concluir que el autor fue uno de los primeros peripatéticos. Posiblemente siendo su autor Estratón.
Durante el Renacimiento, una edición de este trabajo fue publicada por Francesco Maurolico. 

## Contenido
Esta obra trata de las palancas, poleas y balanzas y algunos principios físicos como la ley de las velocidades virtuales, el paralelogramo de fuerzas y la ley de la inercia.
En esta obra se muestra una representación de la Paradoja de las ruedas de Aristóteles. La paradoja viene que si consideramos dos circunferencias concéntricas y las ponemos a rodar ambas circunferencias dan una vuelta en el mismo espacio de tiempo y recorren la misma distancia. Sin embargo es evidente que si los radios son distintos la longitud de ambas circunferencias no va a ser la misma y por lo tanto es imposible que hayan podido recorrer la misma distancia a lo largo del movimiento. 